# 馴鹿咖啡
馴鹿咖啡（英語：Caribou Coffee，或稱尋鹿咖啡、卡里布咖啡）是一間咖啡零售商，其公司位於明尼蘇達州（母公司德国JAB控股公司），專門販售咖啡、茶、三明治和焗烤食品。在美国18個州和哥伦比亚特区拥有超過273家公司门店，以及10個國家的203間加盟連鎖店。

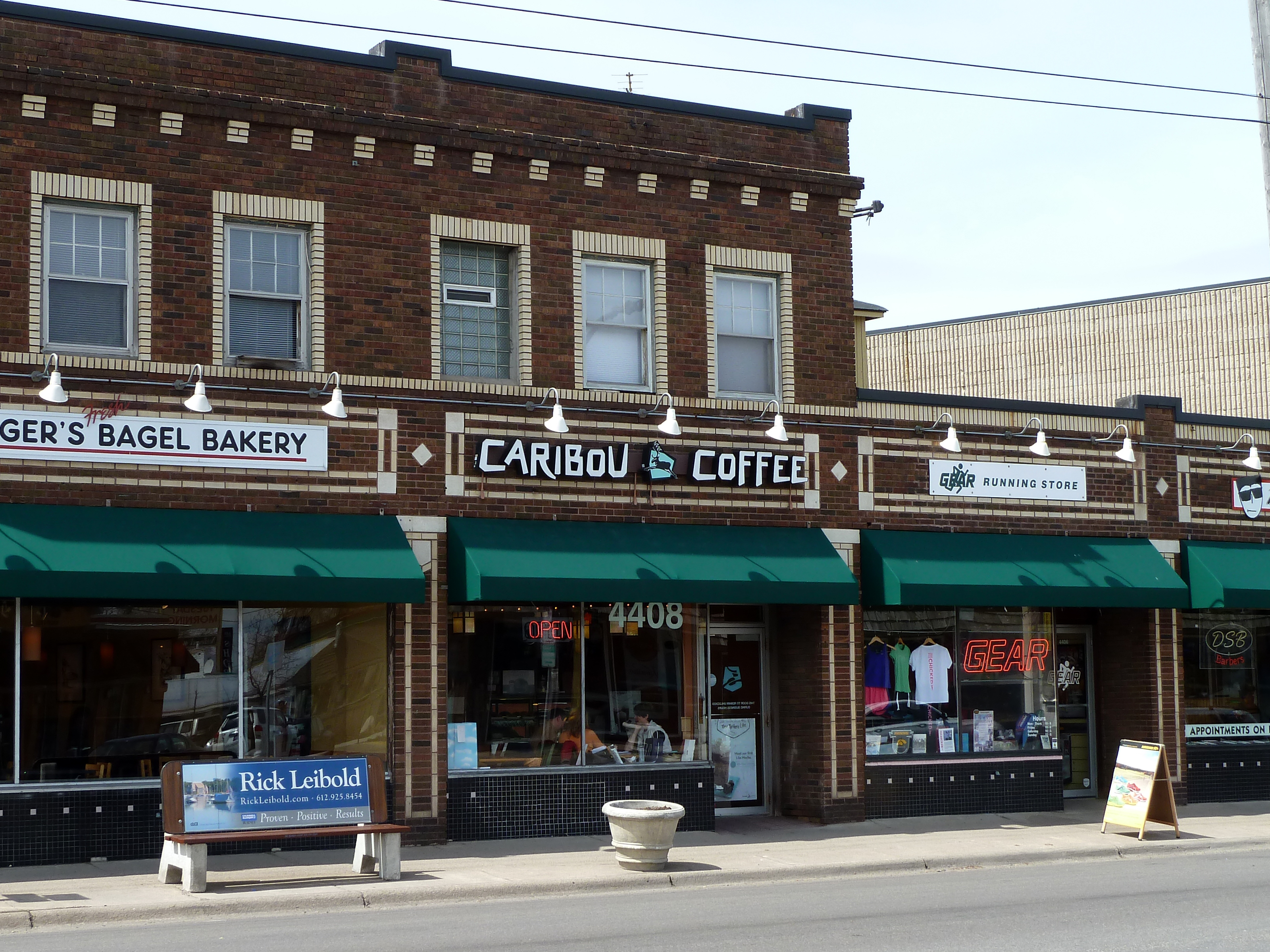
一間原本在伊代纳 (明尼蘇達州)馴鹿咖啡的位置。